# 1997年世界躰道選手権大会
1997年世界躰道選手権大会（1997ねんせかいたいどうせんしゅけんたいかい）は、1997年8月24日から8月25日にかけて、フィンランド・ヘルシンキで開催された第2回世界躰道選手権大会である。

## 概要
初の海外開催となった大会である。

## 参加国
- デンマーク
- フィンランド
- フランス
- 日本
- オランダ
- ポルトガル
- スウェーデン
- アメリカ合衆国

## 競技結果
| 男子     |                             |                             |                           |
| 団体実戦 | 日本                        | フィンランド                | スウェーデン              |
| 団体法形 | 日本                        | フィンランド · Finland A    | スウェーデン              |
| 個人実戦 | 金子智一 日本               | ターミネン · フィンランド   | ソイニネン · フィンランド |
| 個人法形 | コソネン · フィンランド     | 坂本信雄 日本               | 門馬史和 日本             |
| 女子     |                             |                             |                           |
| 団体法形 | フィンランド · Finland 1    | 日本                        | フィンランド · Finland 2  |
| 個人実戦 | 横山典子 日本               | ミュウーネン · フィンランド | コーリン · フィンランド   |
| 個人法形 | バリネッテン · フィンランド | 横山典子 日本               | 小西愛 日本               |
| 男女     |                             |                             |                           |
| 団体展開 | フィンランド · Finland      | 日本 Japan 1                | 日本 Japan 2              |

## 国別メダル受賞数
| 順   | 国・地域     | 金 | 銀 | 銅 | 計 |
| ---- | ------------ | -- | -- | -- | -- |
| 1    | 日本         | 4  | 4  | 3  | 11 |
| 2    | フィンランド | 4  | 4  | 3  | 11 |
| 3    | スウェーデン | 0  | 0  | 2  | 2  |
| 合計 | 合計         | 8  | 8  | 8  | 24 |